# Unus pro omnibus, omnes pro uno

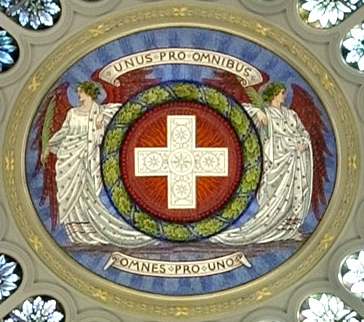
Phương châm ở phần trung tâm của mái vòm Cung điện Liên bang

Unus pro omnibus, omnes pro uno là một cụm từ tiếng Latinh có nghĩa là "Một người vì mọi người, mọi người vì một người". Cụm từ này (bằng tiếng Pháp) đã nổi tiếng nhờ sử dụng trong cuốn tiểu thuyết Ba người lính ngự lâm. Đây là phương châm không chính thức của Thụy Sĩ.

## Sử dụng ban đầu
Trong một cuộc họp vào năm 1618 giữa các nhà lãnh đạo của cộng đồng Bohemian, Công giáo và Tin lành, dẫn đến việc defenestrations của Prague, một đại diện của Tin lành đọc một bức thư khẳng định, "Vì họ cũng hoàn toàn có ý định tiến hành thực hiện chống lại chúng tôi, chúng tôi đến với một thỏa thuận nhất trí giữa chúng ta rằng, bất kể mất mát cuộc sống và chi, danh dự và tài sản, chúng ta sẽ vững chắc, với tất cả cho một và một cho tất cả... chúng ta cũng sẽ không được trợ giúp, nhưng thay vào đó chúng ta sẽ giúp đỡ và bảo vệ nhau tối đa, chống lại mọi khó khăn. "

## Ba người lính ngự lâm
Một cho tất cả, và tất cả cho một (Un pour tous, tous pour un; cũng đảo ngược thành Mọi người vì một người, một người vì mọi người) là một phương châm truyền thống liên kết với các anh hùng tiêu đề của cuốn tiểu thuyết Ba chàng ngự lâm được viết bởi Alexandre Dumas cha, xuất bản lần đầu vào năm 1844. Trong tiểu thuyết, đó là phương châm của một nhóm những người lính ngự lâm Pháp tên là Athos, Porthos, Aramis và d'Artagnan, người vẫn trung thành với nhau thông qua dày và mỏng.
Vào ngày 30 tháng 11 năm 2002, trong một đám rước trang trọng nhưng trang nghiêm, sáu lính Cộng hòa đã mang quan tài của Dumas từ địa điểm ban đầu của nó ở Cimetière de Villers-Cotterêts ở Aisne đến Panthéon. Quan tài được phủ một tấm vải nhung màu xanh dương được ghi phương châm này lên trên.

## Phương châm truyền thống của Thụy Sĩ

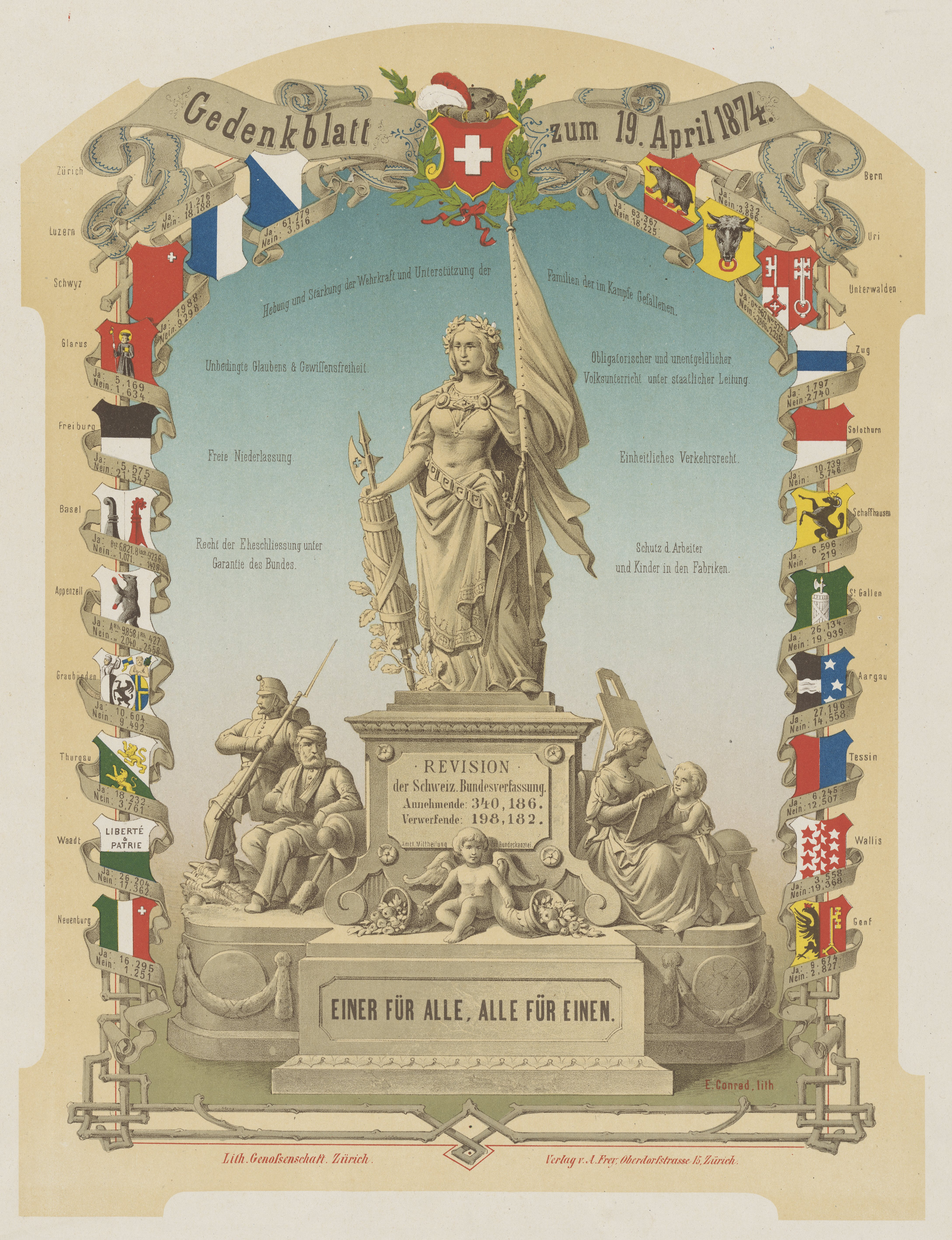
Tờ Memorial để đánh dấu bản sửa đổi hiến pháp liên bang Thụy Sĩ vào ngày 19 tháng 4 năm 1874 bởi E. Conrad, khoảng năm 1874.

Thụy Sĩ không có phương châm chính thức được xác định trong hiến pháp hoặc các văn bản pháp lý của mình. Các cụm từ, trong tiếng Đức của mình (Einer für alle, für einen), tiếng Pháp (un pout tous, tous pour un), tiếng Ý (Uno per tutti, tutti per uno) và tiếng Romansh (In per tuts, tuts per in), được sử dụng rộng rãi trong thế kỷ XIX. Sau cơn bão mùa thu đã gây ra lũ lụt rộng rãi ở dãy Alps Thụy Sĩ vào cuối tháng 9 và đầu tháng 10 năm 1868, các quan chức đã đưa ra một chiến dịch viện trợ theo khẩu hiệu đó, cố tình sử dụng nó để gợi lên ý thức bổn phận và đoàn kết dân tộc trong dân số của quốc gia trẻ. Thụy Sĩ đã trở thành một nhà nước liên bang chỉ 20 năm trước đó, và cuộc nội chiến cuối cùng giữa các bang, Sonderbundskrieg, là vào năm 1847. Các quảng cáo trên báo chí sử dụng phương châm kêu gọi quyên góp được chạy khắp mọi miền đất nước. Cụm từ này ngày càng gắn liền với những huyền thoại sáng lập của Thụy Sĩ, thường có sự đoàn kết như một chủ đề trung tâm, đến mức độ "Unus pro omnibus, omnes pro uno" thậm chí được viết trong vòm của Cung điện Liên bang Thụy Sĩ năm 1902. Nó đã được coi là phương châm của đất nước.
Các chính trị gia của tất cả các bên và khu vực thừa nhận nó như là phương châm của Thụy Sĩ.